# Gambugliano
Gambugliano es un municipio italiano de 821 habitantes de la provincia de Vicenza (región de Véneto). 

## Demografía
| Gráfica de evolución demográfica de Gambugliano entre 1861 y 2001 |
|                                                                   |
| fuente ISTAT - elaboración gráfica a cargo de Wikipedia           |